# Pfarrkirche Gehaus

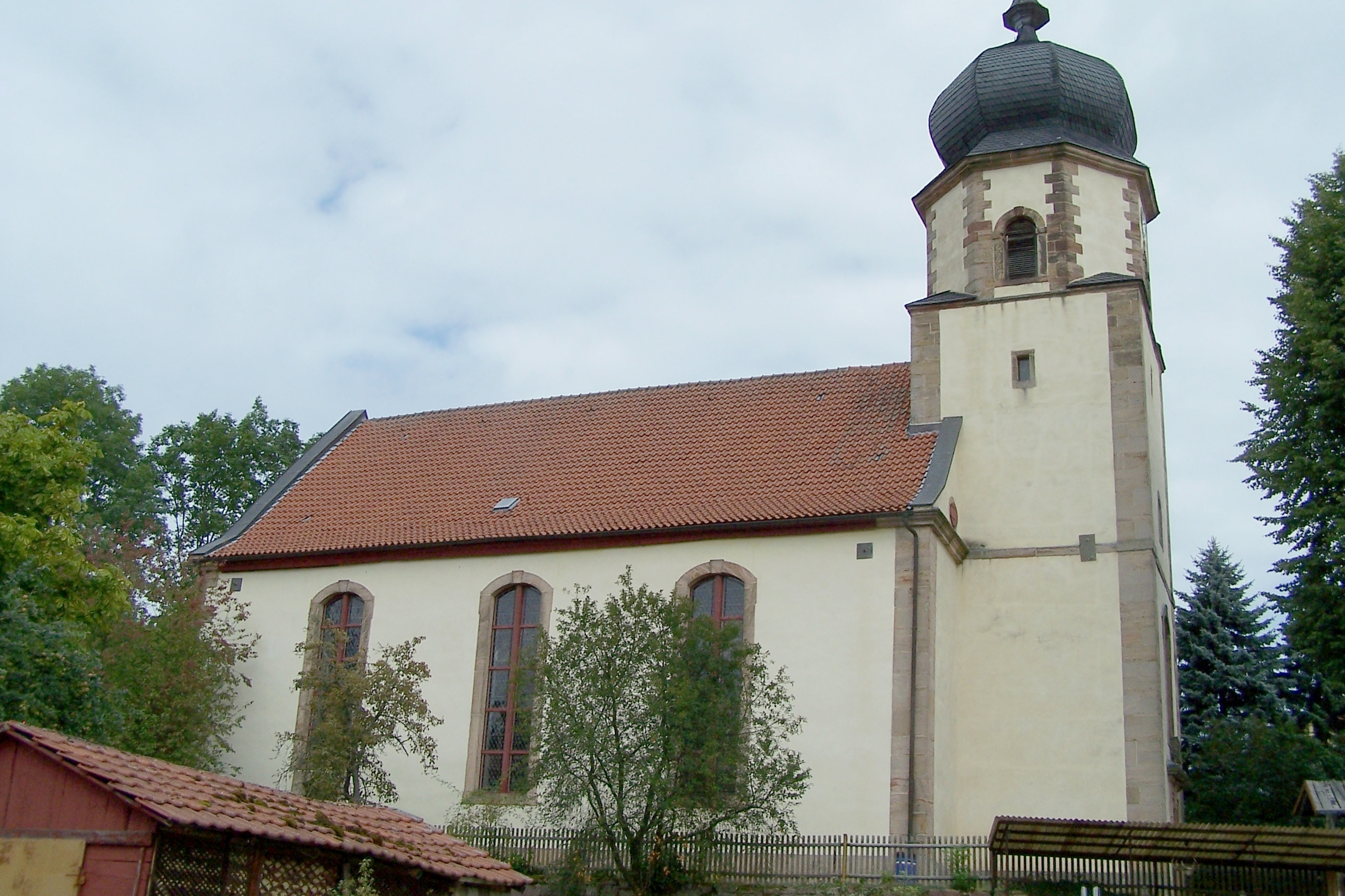
Pfarrkirche Gehaus

Die evangelisch-lutherische Pfarrkirche Gehaus steht in unmittelbarer Nähe des Schlosses in der Vachaer Straße 44 von Gehaus, einem Ortsteil von Dermbach im thüringischen Wartburgkreis. Die Kirchengemeinde Gehaus gehört zum Pfarrbereich Stadtlengsfeld-Gehaus-Oechsen im Kirchenkreis Bad Salzungen-Dermbach der Evangelischen Kirche in Mitteldeutschland.

## Beschreibung
Die heutige Saalkirche mit drei Achsen wurde 1765 bis 1767 auf den Grundmauern des um die Mitte des 16. Jahrhunderts entstandenen, abgerissenen Vorgängerbaus errichtet. Durch den Ausbruch des Dreißigjährigen Krieges kam der geplante Kirchenneubau vorerst nicht zustande. Erst am 22. Mai 1765 war die Grundsteinlegung für das neue Gotteshaus. Die Jahreszahl ist im Schlussstein am Portal im Osten eingemeißelt. Sandsteinblöcke aus dem Schlosspark, der an den alten Friedhof angrenzt, dienten als Baustoff. 1767 wurde die neue Kirche eingeweiht. Die Jahreszahl der Einweihung ist in dem kupfernen Wetterhahn auf der Turmspitze verewigt.
Das verputzte, mit einem Satteldach bedeckte Kirchenschiff ist mit Ecksteinen aus Sandstein verziert. Im Osten steht der Fassadenturm. Er hat einen oktogonalen Aufsatz mit Bogenfenstern an vier Seiten und einer schiefergedeckten welschen Haube. Die Glockenstube im Turmaufsatz beherbergt drei Glocken: Eine kleine, sie hat inzwischen ausgedient, eine größere aus dem Jahr 1634 sowie eine von 1939 mit dröhnenden Klang.
Die Decke über dem Mittelraum zwischen den zweigeschossigen Emporen besteht aus drei hölzernen Kreuzrippengewölben. Im erhöhten Altarraum ist eine halbkreisförmige Stufe mit einer Ausbuchtung für Taufbecken und Ambo. Der Fuß des Taufbeckens trägt die Jahreszahl 1577. Es gibt noch ein weiteres achteckiges Taufbecken aus dem 18. Jahrhundert. Hinter dem Alter erhebt sich in der Mittelachse der Kirche ein mit toscanischen Säulen verzierter hölzerner Aufbau, welcher den Kanzelaltar hält. Darüber befindet sich die Empore für die 1777 gebaute Orgel. Der barocke Orgelprospekt ist mit geschnitzten Ranken verziert.
Unter dem Altarraum befindet sich eine Gruft, die bereits unter der alten Kirche angelegt worden war. Sie war Erbbegräbnis der in Gehaus ansässigen Boyneburgs. Außen am Chor sind Grabsteine aus dem 17. bis 19. Jahrhundert.
Am 28. Juni 1818 zerstörte ein schweres Gewitter die Westseite des Turms und beschädigte das Kirchendach und die Turmuhr. Nach der Innenrenovierung im Jahr 1893 und wiederholten Reparaturen am Turm, wurde ab 1967 das Kircheninnere renoviert. Die neu renovierte Kirche wurde am 8. September 1968 unter Teilnahme des Landesbischofs Mitzenheim eingeweiht.